# Saludo

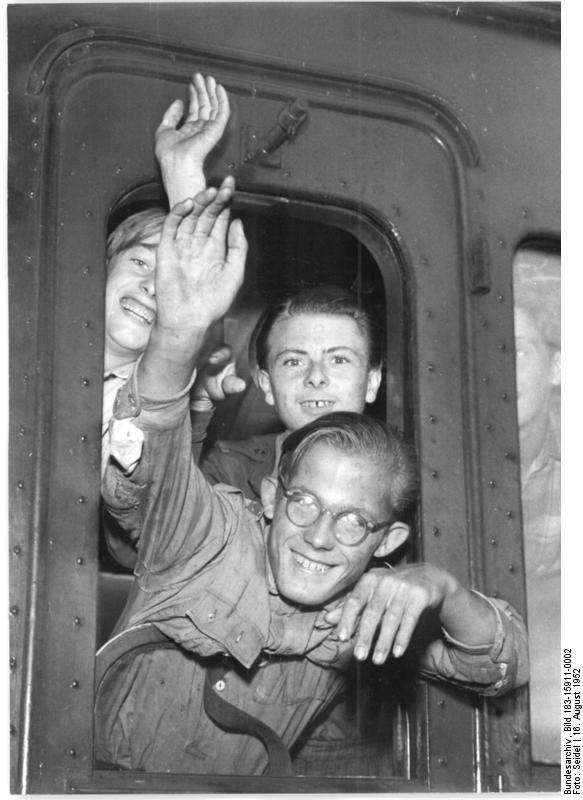
Unos niños saludando desde un tren.

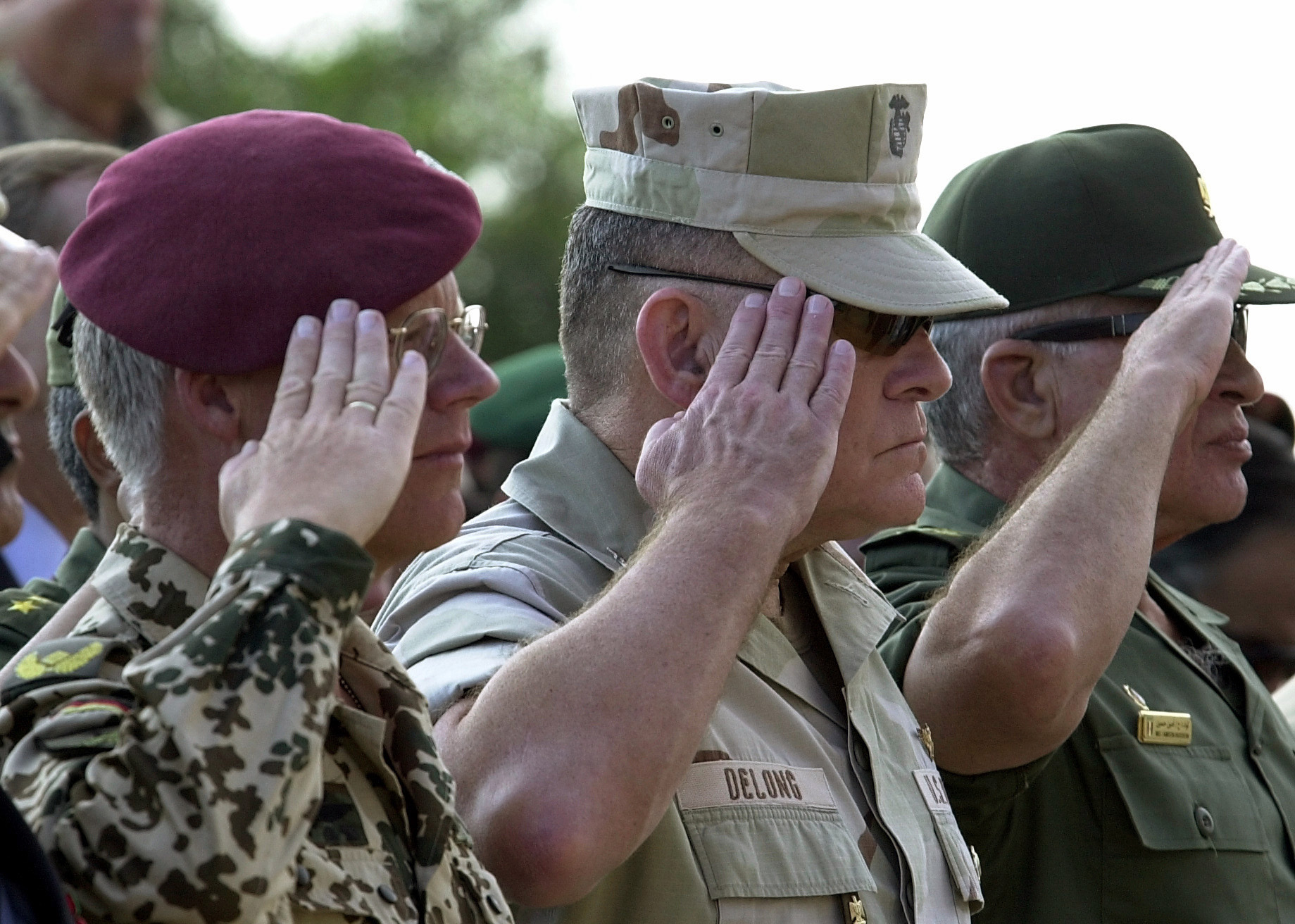
El «saludo militar».

El saludo es un acto comunicacional en el que una persona hace notar a otra su presencia, generalmente a través del habla o de algún gesto. Según el DRAE, «saludar» se define de la siguiente manera:

1. Dirigir a alguien, al encontrarlo o despedirse de él, palabras corteses, interesándose por su salud o deseándosela, diciendo adiós, hola, etc.
RAE

Se suelen usar, como saludo, expresiones que desean prosperidad como: buenos días; que incluyen alusiones religiosas: a la buena de Dios o sencillamente con la interjección hola y otras expresiones familiares. Adiós significa  A Dios o que la persona esté con Dios, mas en este caso se emplea para despedirse.
Normalmente las frases buenos días/tardes/noches se utilizan en contexto formal y como un modo cortés de saludo, principalmente hacia las figuras de autoridad o entre personas de negocios. La interjección hola se reserva para contextos informales, familiares y de amistad.
En Argentina y Uruguay y España se dice «buenos días» o «buen día», antes de comer y «buenas tardes», después de comer. En otros países el cambio sucede en función de la hora del día: a partir de las 12:00 pm se debe utilizar la forma «buenas tardes» en lugar de «buenos días».
En Ecuador, México y España entre amigos y familiares el saludo es generalmente completado con un abrazo o estrechón de manos entre hombres; a las mujeres se les suele saludar con un beso amistoso (dos en España, empezando por la izquierda) en la mejilla casi siempre, incluso al momento de conocerse. También en Argentina el beso en la mejilla es muy común, tanto entre hombres como mujeres.
Muchas de estas expresiones se usan también como despedida, en la que también se pueden utilizar expresiones tales como «adiós», «hasta pronto», «hasta luego», «hasta la vista», «nos vemos», ciao, chao o chau, etc.
Para expresiones amorosas o sentimentales, se usan normalmente expresiones tales como «te quiero», «te amo», «te adoro», entre otras muchas.
Una frase típica para saludarse después de haber cenado o antes de ir a dormir es «buenas noches» o «hasta mañana».
Una forma de saludo también muy usual es el famoso «Dios te bendiga»  que utilizan todas aquellas personas que profesan una fe cristiana, se usa comúnmente para bendecir a los demás. Anterior a ello la otra persona suele decir «Bendición» y posterior a ello «amén». Se emplea mayormente de hijos a padres, sobrinos a tíos, ahijados a padrinos y nietos a abuelos. Mayormente se da en Venezuela, Puerto Rico y la República Dominicana  y se  conoce como «pedir la bendición».